# Jef Friboulet
Jef Friboulet, pseudonyme d’Émile Jean Jules Friboulet, né le 11 novembre 1919 à Fécamp, ville où il est mort le 13 mai 2003, est un peintre, lithographe et sculpteur français.

## Biographie
Émile Jean Jules Friboulet naît le 11 novembre 1919 dans une masure de l'impasse Godard à Fécamp, troisième des quatre enfants issus du mariage d’Albert Friboulet, matelot-pêcheur à Terre-Neuve, et d'Eugénie Monnier, factrice. Celle-ci est hospitalisée juste après sa naissance et, son père partant pour Terre-Neuve sur de longues périodes, il passe près de trois ans à l’orphelinat des pêcheurs de Fécamp avec ses trois sœurs. Élève successivement de l'Institution Saint-Joseph de Fécamp — grâce à l'aide financière d'André-Pierre Le Grand, directeur du palais Bénédictine —, puis de l'école communale du port, Il développe une passion pour le dessin dès son plus jeune âge, obtient son certificat d'études primaires le 16 juin 1931 et entre aussitôt dans la vie active : il est successivement garçon d’épicerie, employé du port, commis à l’enregistrement, employé dans un garage et employé d’une entreprise de transport tout en continuant à s’exercer au dessin.
Il s’engage en 1939 dans l'Armée de l'air. En 1940, il part en Afrique avec le groupe Bourgogne. Il a alors beaucoup de temps libre et il reprend le dessin et la peinture. Il reçoit le surnom de Jef par les forces américaines à cause des initiales « EJF » marquées sur ses bagages, que les Américains transforment en Jef. Il rencontre ensuite à Bamako Horcholle[Qui ?] et Harris[Qui ?], peintres officiels de l'Armée[réf. nécessaire]. Ses supérieurs hiérarchiques, conscients à leur tour du talent de Jef Friboulet, le nomment photographe et peintre des armées. Il s’occupe alors de réaliser des peintures murales dans les chambrées et le mess. Sa première exposition a lieu à Bamako en 1942. Il regagne la France en 1944 en passant par Marseille, Istres, Lyon et Saint-Dizier avant qu'un séjour de six mois à Bad Saulgau (Allemagne) avec l'armée d'occupation lui fasse rencontrer le peintre allemand Alfred Schwartz de qui il tire beaucoup d’enseignement.
La Seconde Guerre mondiale terminée, il revient à Fécamp où il exerce le métier d’enlumineur sur parchemin pour un couvent avant de devenir chauffeur d'autobus. De son mariage avec Renée Vaudin, le 12 juillet 1944, naîtront quatre enfants : Christian, Régis, Patrice et Marie-Catherine.
Son métier de chauffeur lui laisse le loisir de sillonner à bicyclette et de peindre sur le motif les paysages du pays de Caux, parfois en compagnie de René de Saint-Delis qui se plaît à le conseiller. Gérard Bonnin observe que « c'est progressivement dans les années 1950 que Friboulet bascule vers un expressionnisme qui apparaîtra de plus en plus comme authentiquement personnel. Ce n'est pas l'expressionnisme allemand convulsif jusqu'au déchirement, c'est assurément plus proche de l'expressionnisme belge, mais sans son aspect toujours un peu fantastique. C'est un expressionnisme typiquement français, comme si l'esprit d'Honoré Daumier, abandonnant la froide satire, avait resurgi en trois grands courants que personnalisent Georges Rouault, Chaïm Soutine et Jef Friboulet ». En 1954, il est récompensé une première fois pour Le Jardinier et il expose pour la première fois à Paris. Les propositions d’exposition et le soutien de la presse régionale puis nationale font qu’il quitte son travail de chauffeur pour se lancer dans la peinture en tant que professionnel. Il ouvre alors un grand atelier à Fécamp où il accueille de nombreux peintres amateurs et professionnels.

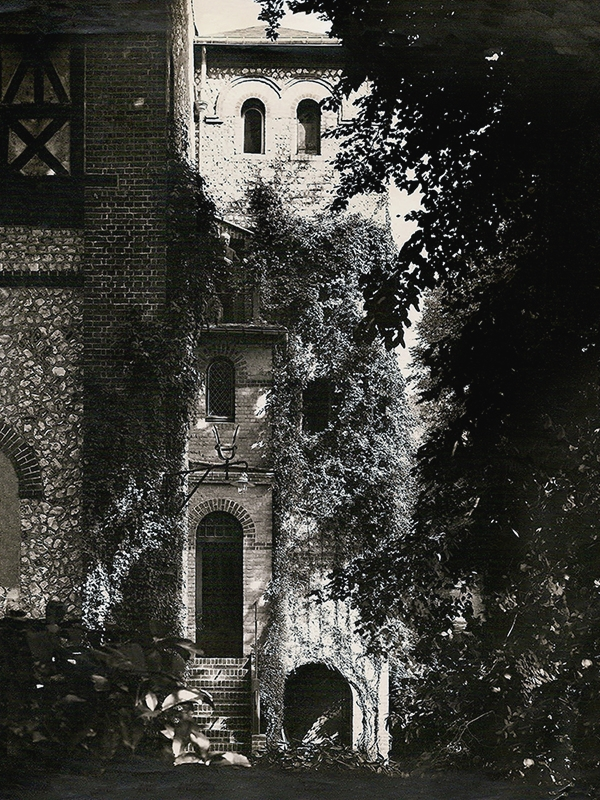
Yport, le manoir Laurens

Son fils Régis meurt en 1964 et Jef Friboulet passe dans une nouvelle période de sa peinture est d'inspiration mystique et religieuse. Il commence à exposer beaucoup à l’étranger et parcourt Israël. Il peint aussi pour les églises de Fécamp et d’Yport et monte deux expositions sur la Bible. Il monte aussi une association dans son atelier pour former de jeunes peintres. Après avoir vécu toute sa vie à Fécamp, il part en 1979 vivre à Yport, un village reculé et isolé où il trouve la tranquillité en y reprenant le manoir Laurens, ainsi nommé car le peintre Jean-Paul Laurens y résida un siècle avant lui. Sa collection personnelle y est constituée de peintures, aquarelles, dessins et lithographies signés notamment par Pierre Ambrogiani, Andrée Bordeaux-Le Pecq, Philippe Cara Costea, Jean Cluseau-Lanauve, Raymond Guerrier, Isis Kischka, René Margotton, Alain Mongrenier, Marcel Mouly ou Michel Rodde, souvent assortis d'une dédicace qui énonce une profonde amitié ou complicité. Il peint jusqu’à la fin de sa vie, le 13 mai 2003.

## Contributions bibliophiliques
- Yves Lemoine, D'âge en âge jusqu'au retournement, livre-objet réalisé en aluminium par Régis Bocquel, sanguines de Jef Friboulet, Éditions Atelier des Grames, 1971.

## Réception critique
Armand Lanoux de l’Académie Goncourt, 3 février 1970 :

« Grasse, composée, carrée, avec des audaces paisibles, d’un dessin épais et fuyant toutes les coquetteries du trait, d’une couleur intensément nordique, à la fois éclatante et sourde, avec des verts de gazon lavé de pluie et des rouges pulmonaires de remorqueur ou de bœuf écartelé, la peinture de Friboulet ressemble bien à l’enfant du pêcheur de Fécamp, parce qu’il a compris que les gestes et les rythmes du travail peuvent être transposés par le peintre jusqu’aux franges de l’informel, sans être défigurés… Oui, le monde extérieur existe. Mais le peintre doit exprimer son être en le traduisant.
Il est émouvant de voir ainsi un artiste trouver, sans appel à l’idée et moins encore à la littérature, la solution au problème majeur du peintre.
Jef Friboulet crée son propre réalisme sans rivage.
Ne lui reprochez pas de ne pas peindre des barques. Il est la barque. »

Georges Braque, galerie Charpentier, 1955 :

« Heureux de voir un Normand prendre la relève. »

Georges Rouault : 

« J’ai été très sensible au côté humain et mystique de votre peinture. »

Maurice de Vlaminck : 

« Vous êtes né peintre comme d’autres naissent paysan ou marin »

Jean Chabanon, 1954 :

« Peintre né, sa récolte, il la veut dense et drue, comme le paysan désire son blé. Artisan inspiré, il ne néglige aucune des règles fondamentales et ne permet à sa main aucune complaisante élégance, à sa palette aucune “suavité”. Le charme n'est pas de son fait, mais la vigueur. Homme épris de logique, il sait que le seul moyen d'être original est d'être personnel ; aussi reste-t-il imperméable aux sollicitations de la mode. Il contrôle, organise, médite ses gestes de peintre que chaque touche rapide, dans son exécution, matérialise et ce n'est pas un des moindres atouts de Friboulet dont les œuvres toujours conclues gardent cependant le caractère impromptu des esquisses »

.
Guy Dornand, 1956 :

« Et c'est bien là, en pleine pâte, virilement maniée par un impérieux dans d'exacts accords de blancs modulés, de jaunes ocrés, de garances chaleureuses, l'expression d'un vrai tempérament d'artiste qui, méprisant justement les modes éphémères et dissolvantes, ose, à contre-courant, restituer au trait sa primordiale et grave autorité, sans jamais faillir au devoir essentiel d'exalter la Nature, sans la dissocier de l'Humain, et prend ainsi rend parmi les plus représentatifs de sa génération. »

Michel Ciry, 26 mars 1988 :

« J'admire et affectionne cette force de la nature qu'est cet ex-chauffeur de cars devenu promptement peintre à part entière […] Jef stylise, empâte, sabre, rudoie, tout cela dans l'unique but d'imposer sa vigoureuse vision des choses, du moins celles qui retiennent suffisamment son attention pour devenir éléments constitutifs de son très personnel univers […] Abordant tous sujets, inanimés ou vivants, il brasse la création à coups de brosse d'une robustesse paysanne. Terrien, Jef l'est superbement, en seigneur, bien que de très modeste extraction […] De peindre à la hussarde convient à ce très talentueux bagarreur qui, plastiquement, perdrait une bonne part de sa prenante originalité en renonçant à sa violence expressive. »

Pierre Miquel :

« Friboulet n'est pas un peintre abstrait même si de prime abord certaines œuvres en donnent l'illusion. Certes, il vise à la nouveauté des formes et dégéométrise comme à plaisir, par la seule recherche de la couleur puissante et des fulgurances fauves. Sagement agencées dans leur violence, les plages de couleurs, en pâte drue, conduisent l'œil où il doit aboutir. Peintre du contraste, il règle l'effet désiré dans ses moindres détails et chaque toile frémit d'un mouvement toujours présent et juste. Comme toute peinture simple et savante, l'artiste cache son savoir sous l'expression et la puissance. »

Gérard Bonnin :

« Il a traduit en noblesse ce que l'homme a de plus vulnérable en sa misère ou de plus banal en son labeur. Il n'est pas certain que cette démarche ait procédé d'une volonté du peintre ; les échos de son histoire, la sensibilité de sa vision et son dessin particulièrement acéré résonnaient si bien avec cette manière de dire qu'elle ne pouvait que devenir la vibration fondamentale de son art… Friboulet se surprend à gagner la sympathie de Marcel Aymé, Pierre Mac Orlan, Bernard Lorjou, Sacha Guitry et de bien d'autres encore qu'intrigue ce peintre chauffeur de car qu'aucune circonstance ne parvient à déconcerter. »

Gérald Schurr :

« Une peinture agréable, décorative, sans arrière-pensée dans son expressionnisme virulent qui fait penser à la verve réaliste des Flamands ; des paysages bien charpentés, des natures mortes gourmandes hautes en pâte et en couleurs. »

## Récompenses et distinctions
- Grand prix d'automne de Monaco, 1950[1].
- Prix de la revue Le Peintre, 1954[1].
- Prix Othon-Friesz, 1955.
- Troisième du prix Greenshields, galerie Charpentier, Paris, 1956[1].
- Prix des peintres de la mer, 1956.
- Prix d'Asnières, 1958.
- Coupe Shell, 1956[7].
- Grand prix de treizième centenaire de l'abbaye bénédictine de Fécamp, 1958.
- Prix de la Biennale de Cherbourg, 1964.

## Hommages
- Une voie des communes du Havre et de Saint-Pierre-de-Varengeville, un espace recevant du public à Yport portent le nom de « Jef-Friboulet ».

## Expositions

### Expositions collectives
- 39e exposition de la Société des artistes normands, Rouen, 1950.
- Salon d'automne, Grand Palais, Paris, 1953, 1955, 1956, 1957, 1958, 1959, 1961, 1962, 1963, 1965, 1967, 1969, 1970, 1971, 1972, 1975, 1977, 1978, 1983, 1984[8].
- Galerie Charpentier, Paris, 1955 (Un siècle de chemin de fer et d'art)[1], 1956 (École de Paris[9] et Concours pour le Prix Greenshieds[1]).
- Art 1955, Musée des Beaux-Arts de Rouen, 1955.
- Salon des indépendants, Paris, 1955, 1958[9].
- Salon Comparaisons, Paris, 1956-1959[9], 1966, 1975-1980.
- Salon de la Jeune Peinture, Musée d'art moderne de la ville de Paris, 1956-1959[9].
- Maurice Faustino-Lafetat, Jef Friboulet, Claude Grosperrin, Frédéric Menguy, Théâtre du Tertre, Paris, avril 1957.
- Salon des Tuileries, Paris, 1959[9].
- Galerie André Maurice, Paris, 1957 (Gens de la terre); 1959 (Regards sur l'Espagne).
- Presence of French modern figurative art, Coliseum New York, 1958.
- Salon Grands et jeunes d'aujourd'hui, Musée d'art moderne de la ville de Paris, 1960.
- Biennale des arts de Dijon, 1961.
- Salon des peintres témoins de leur temps, Musée Galliera, Paris, 1963, 1965, 1966, 1967, 1968, 1969, 1975, 1976, 1977, 1978, 1979, 1980, 1982.
- Bernard Buffet, Bernard Conte, Marcel Cramoysan, Jef Friboulet, Raymond Guerrier, Galerie Malaval, Lyon, 1964.
- Pierre Ambrogiani, Andrée Bordeaux-Le Pecq, Jef Friboulet, Henri Hayden, Institut français d'Ankara, 1965.
- École de Paris, Galerie Pommeroy, San Francisco, 1965.
- Première exposition internationale des arts de Téhéran, Centre des expositions internationales, Téhéran, décembre 1974 - janvier 1975[10].
- Les maîtres de la Galerie Vendôme : Jean Cluseau-Lanauve, Jean Dannet, Jef Friboulet, Philippe Gautier, Jean-Pierre Pophillat, Robert G. Schmidt, Galerie Vendôme, Paris, 1976.
- Salon du dessin et de la peinture à l'eau, Paris, 1978.
- Panorama de la peinture contemporaine - Paul Aïzpiri, Jean-Pierre Alaux, Paul Ambille, Yves Brayer, Bernard Buffet, Rodolphe Caillaux, Jean Carzou, Michel Ciry, Marcel Cramoysan, Jef Friboulet, Pierre Gautiez, Camille Hilaire, Franck Innocent, Monique Journod, Michel King, Roland Lefranc, Édouard Georges Mac-Avoy, Georges Mirianon, Jan Navarre, Marcel Peltier, Christian Sauvé, Robert Savary, Gaston Sébire, Arthur Van Hecke…, hôtel de ville de Sotteville-lès-Rouen, mars 1980[11].
- Les chemins de la Bible - Georges Rouault ("Le Miserere") , Alfred Manessier ("Les tapisseries spirituelles"), Jef Friboulet (cent trente sept toiles), prieuré d'Airaines, 1980.
- Salon des artistes bas-normands, Jef Friboulet invité d'honneur, Caen, 1987.
- Jef Friboulet et Jean-Michel Folon, Château de Vascœuil, 1988.
- Château de Bertangles, 2004.
- Quarantième Salon des amis des arts et du manoir de Briançon - Rétrospective des invités d'honneur : Michel Ciry, Jef Friboulet, Pierre Gautiez, Franck Innocent, Monique Journod, Michel King, Pierre Laffillé, Roland Lefranc, Albert Malet, Georges Mirianon, Marcel Peltier, Gaston Sébire…, manoir de Briançon, Criel-sur-Mer, juillet-août 2008.
- Les petits maîtres et la Seine-Maritime (1850-1980), jardin des sculptures - château de Bois-Guilbert, juillet-novembre 2020[12].

### Expositions personnelles
- Galerie Hamon, Le Havre, janvier 1955[1].
- Galerie André Maurice, Paris, 1955, 1956, mars 1957 (Gens de la terre), 1959[9].
- Jef Friboulet, dix années de peinture : deux cent cinquante toiles, hôtel de ville du Havre, hiver 1960[1].
- Galerie Gouvène, Marseille, 1961.
- Galerie Reflets, Bruxelles, 1964.
- Galerie Marthe de La Tour, Paris, 1967.
- Galerie Lydie Ray, Bienne, 1968.
- Galerie Paul Ambroise, Paris, 1968.
- Jef Friboulet - Exhibition of paintings, Archer Gallery, Londres, 1971.
- Fef Friboulet - Les cathédrales, les musiciens, la danse, Musée d'Art et d'Histoire Baron-Gérard, Bayeux, 1973[1].
- Galerie Vendôme, Paris, 1974, 1975, 1978, 1981.
- Galerie Bijou, Bâle, 1975.
- Galerie Thery, Boulogne-sur-Mer, 1976, 1981.
- Jef Friboulet - Rétrospective, hôtel de ville de Sotteville-lès-Rouen, 1977.
- Jef Friboulet - Rétrospective, hôtel de ville, Le Havre, 1979.
- Galerie Garnier, Amiens, 1980.
- Musée de Fécamp, Friboulet, Œuvres sur papier, 1983
- Château de Vascœuil, 1983, 1987.
- Musée d'art moderne André-Malraux, Le Havre, hiver 1989[1].
- Jef Friboulet, Centre culturel du palais Bénédictine, Fécamp, d'octobre 1989 à janvier 1990 et de novembre 1992 à février 1993[1].
- Musée des Beaux-Arts de Rouen, 1991.
- Galerie Katia Granoff, Honfleur, 1991, 1994.
- Jef Friboulet - Rétrospective de 1939 à nos jours, hôtel de région Normandie, Rouen, de novembre 1995 à janvier 1996[1].
- Galerie Daniel Besseiche, 1996, 1999.
- Musée des Beaux-Arts de Saint-Lô, 1999.
- Jef Friboulet - Rétrospective, hôtel de Bourgtheroulde, Rouen, puis orangerie de Grand-Couronne, 2005.
- La Piscine, Roubaix, 2008.
- Hommage à Jef Friboulet, hôtel de ville de Fécamp, de septembre à octobre 2013[13].
- Jef Friboulet, Maison d'art et d'histoire de la Ville, Fécamp, 2019.
- Jef Friboulet (1919-2003) et les Normands, Galerie du Chemin, Juigné-sur-Sarthe, 2023.

## Ventes publiques
- Ventes de l'atelier Jef Friboulet: 
  - Hôtel des ventes François-Ier (Mazzoni et Neyt, commissaires-priseurs), Le Havre, 14 décembre 2014[14].
  - Hôtel des ventes Maupassant (Chalot et associés, commissaires-priseurs), Fécamp, 2 décembre 2023.

## Collections publiques
- Cabourg, musée Michel-Piel.
- Fécamp :

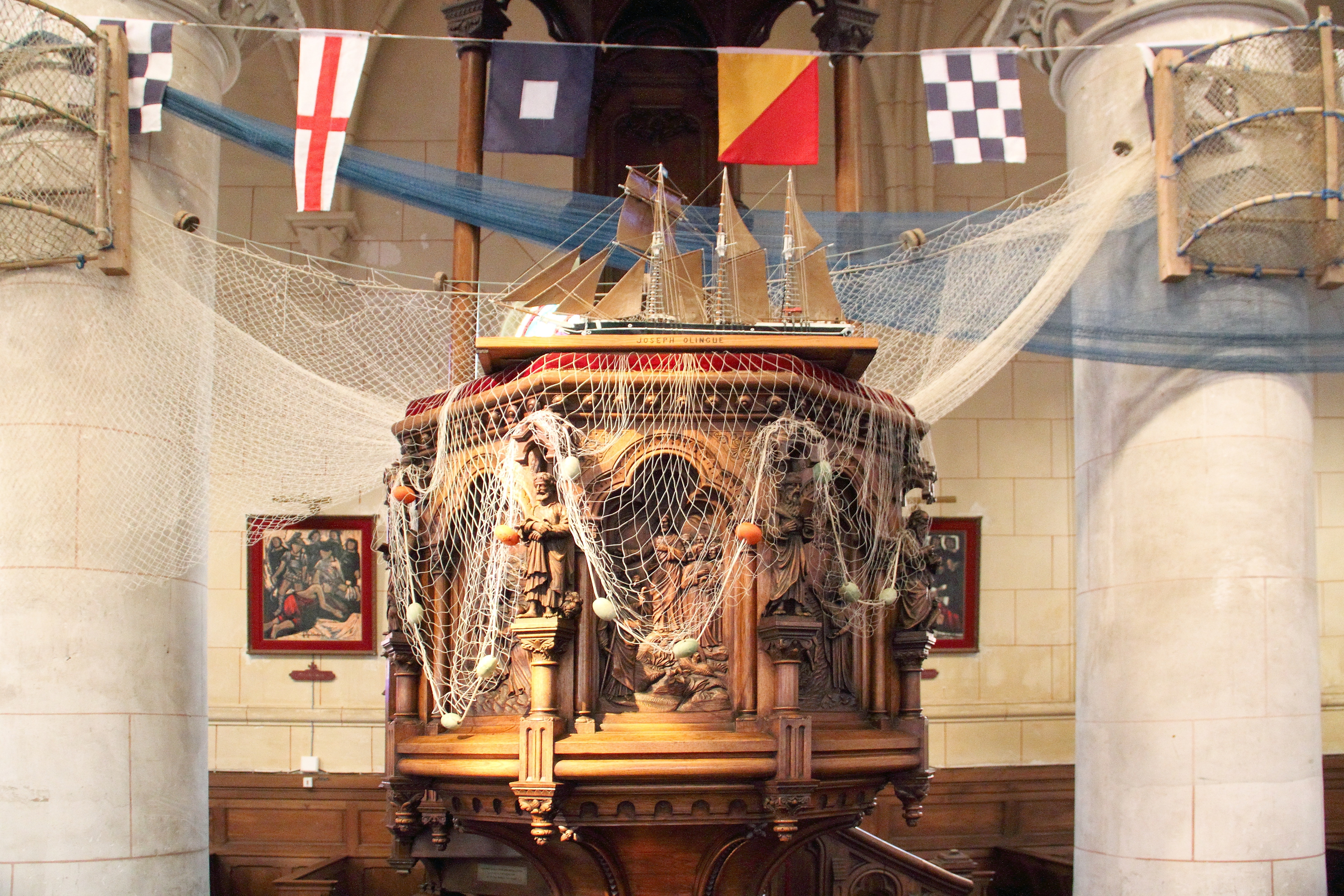
Église Saint-Martin d'Yport

  - hôtel de ville : Le Pêcheur, sculpture en bronze, 170 cm de hauteur[15]
  - musée centre des arts : Poissons, huile sur toile, 46 × 55 cm[9].
  - musée des Pêcheries :
    - La Route, 1955, huile sur toile ;
    - La Bataille d'Hastings, 1957, peinture murale, 14 m.
- Puteaux, Fonds national d'art contemporain, Poissons, huile sur toile 46x55cm[16].
- Yport, église Saint-Martin : chemin de croix[17],[18].

## Collections privées référencées
- Famille Le Grand, villa Bénédictine, Fécamp[19].

### Filmographie
- L'Atelier, réalisé par Yves Le Roy et Michel Delaune avec le concours de Jef Friboulet, Mémoire normande, durée : 8 min 36 s ([vidéo] en ligne sur memoirenormande.fr).
- Regard sur Jef Friboulet, réalisé par Alain Colliard, FR3 Normandie, durée : 27 min 48 s ([vidéo] en ligne sur youtube.com).